# Parachernes setiger
Parachernes setiger är en spindeldjursart som beskrevs av Volker Mahnert 1979. Parachernes setiger ingår i släktet Parachernes och familjen blindklokrypare. Inga underarter finns listade i Catalogue of Life.